# Kazimierz Lasocki
Kazimierz Lasocki (ur. 1 marca 1871 w Gąbinie, zm. 11 września 1952 w Warszawie) – polski malarz pejzażysta i animalista, przedstawiciel realizmu. 

## Życiorys
Syn Józefa i Pauliny z Wójcickich, od 1903 żonaty z Zofią Żera. W latach 1890–1895 studiował w warszawskiej Klasie Rysunkowej u Wojciecha Gersona i Jana Kauzika, a następnie w latach 1895–1900 w akademii monachijskiej u Johanna Caspara Hertericha, Franza Stucka, a także w szkole Antona Ažbègo. 
Odbył podróże po Austrii, Niemczech, Turcji i Włoszech. Dużo podróżował również po Polsce. W latach 1901–1904 był asystentem Konrada Krzyżanowskiego w jego prywatnej szkole. W latach 1908–1910 związany z Grupą Artystów Polskich "Odłam". W latach 1917–1918 był jednym z organizatorów życia artystycznego w Kijowie i Kamieńcu, gdzie wykładał na Uniwersytecie Ludowym. 
Po II wojnie światowej wziął udział w I i II Ogólnopolskiej Wystawie Plastyki w Warszawie (1950, 1951). Wystawiał przeważnie w Towarzystwie Zachęty Sztuk Pięknych w Warszawie oraz w Salonie Sztuki Stefana Kulikowskiego w Warszawie, a także w Krakowie, Łodzi, Lwowie, Poznaniu.
Malował pejzaże, portrety. Często podejmował temat zwierząt ukazanych w krajobrazie, zwłaszcza pasącego się bydła, co stało się jego specjalnością. Od 1934 roku kierował Sekcją Malarzy Animalistów w Warszawskim Towarzystwie Artystycznym. W czasie powstania warszawskiego znaczna część jego dorobku uległa zniszczeniu. Pochowany na cmentarzu Powązkowskim (kwatera 82-3-14).

## Galeria

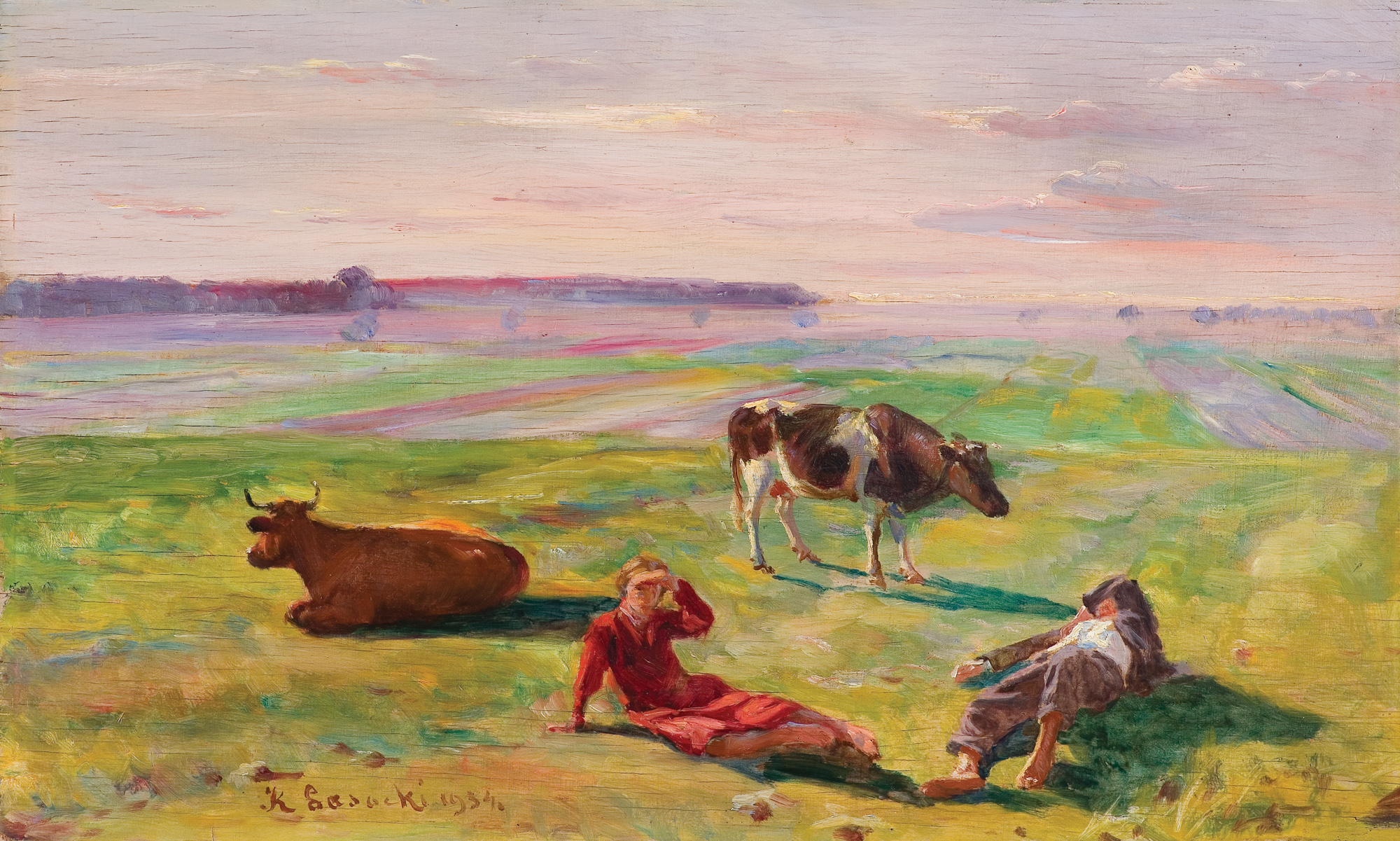
Pastuszkowie na pastwisku (1923)
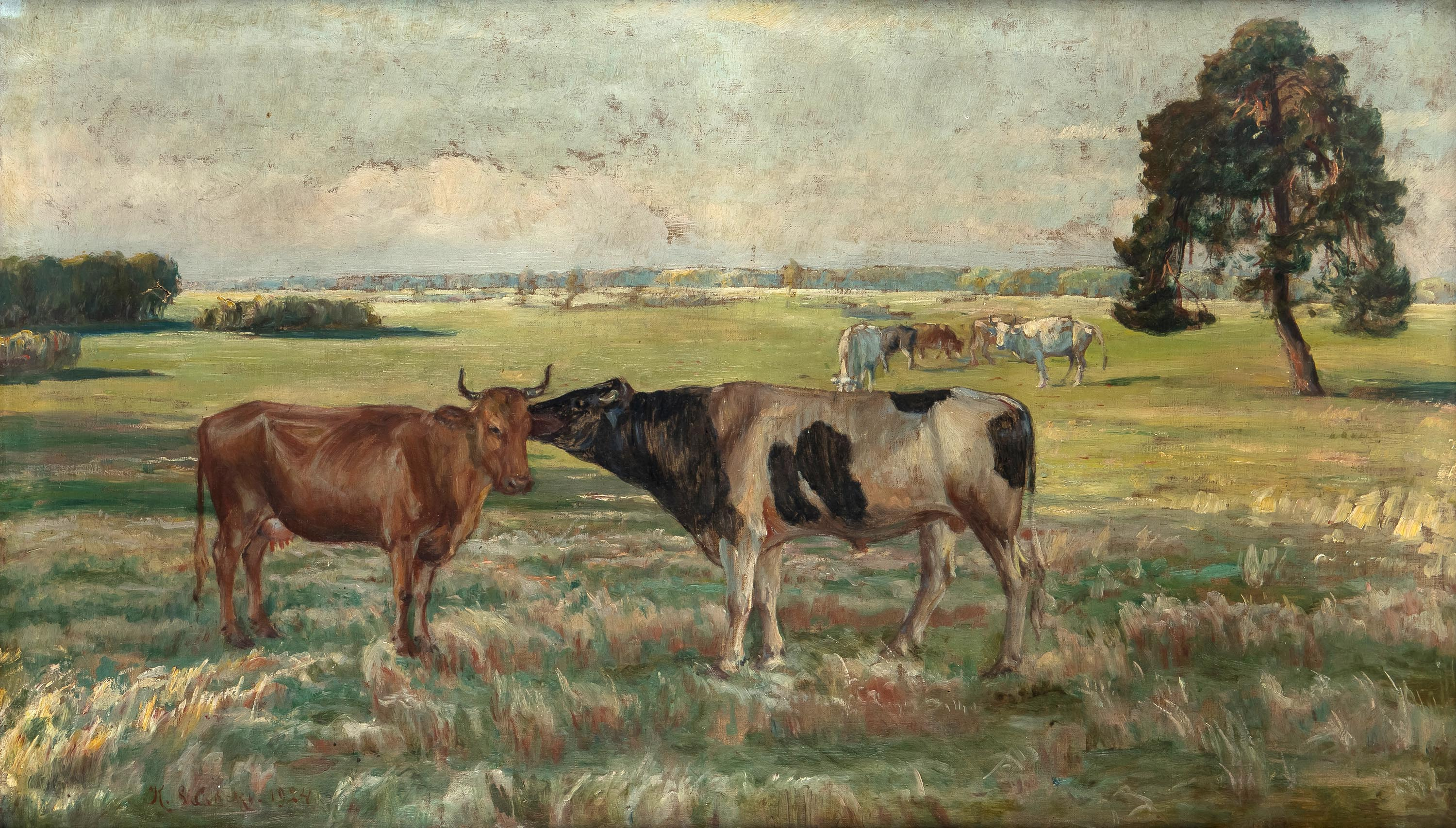
Zaloty (1924)
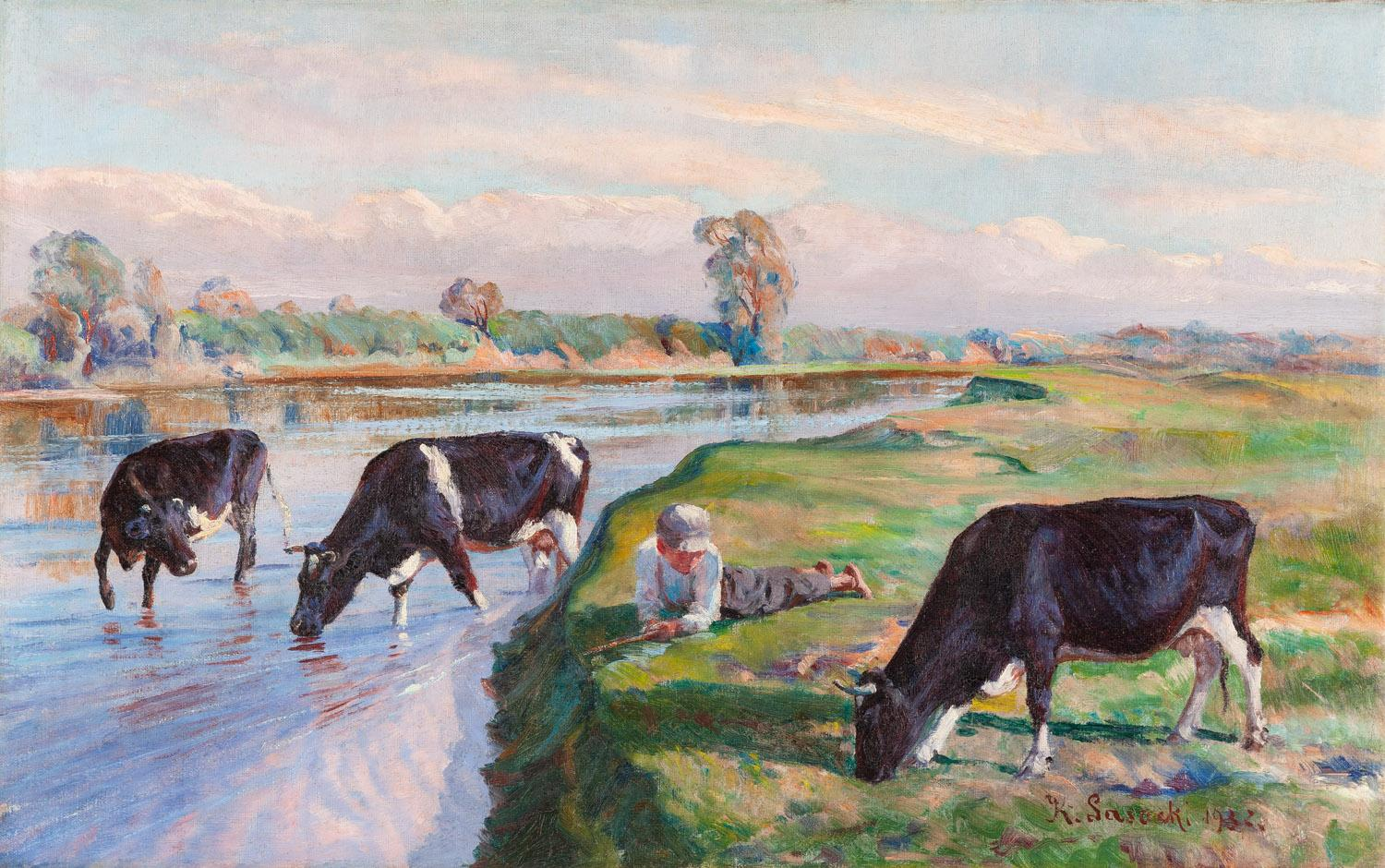
Pejzaż z krowami (1932)
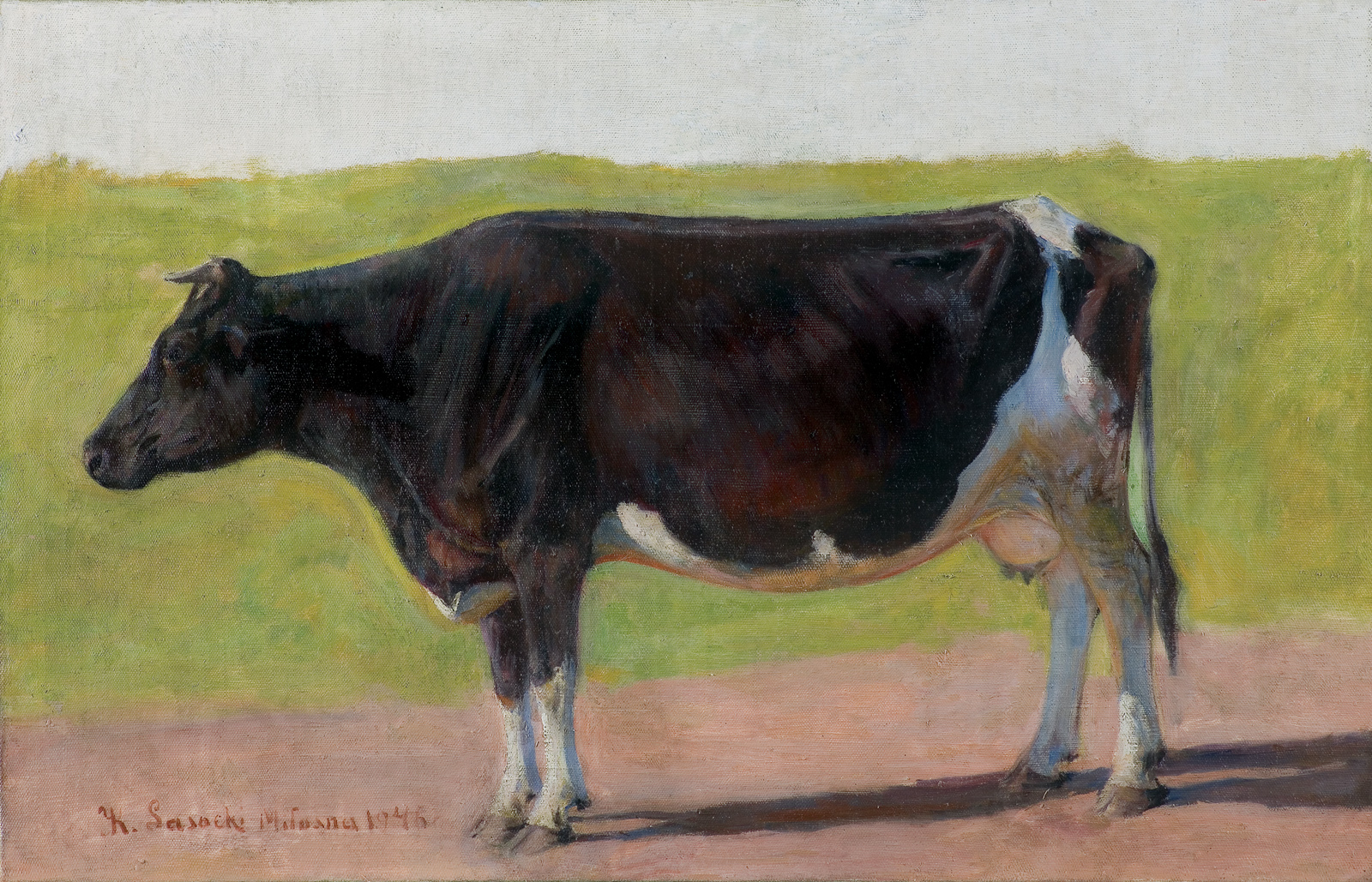
Krowa (1946)
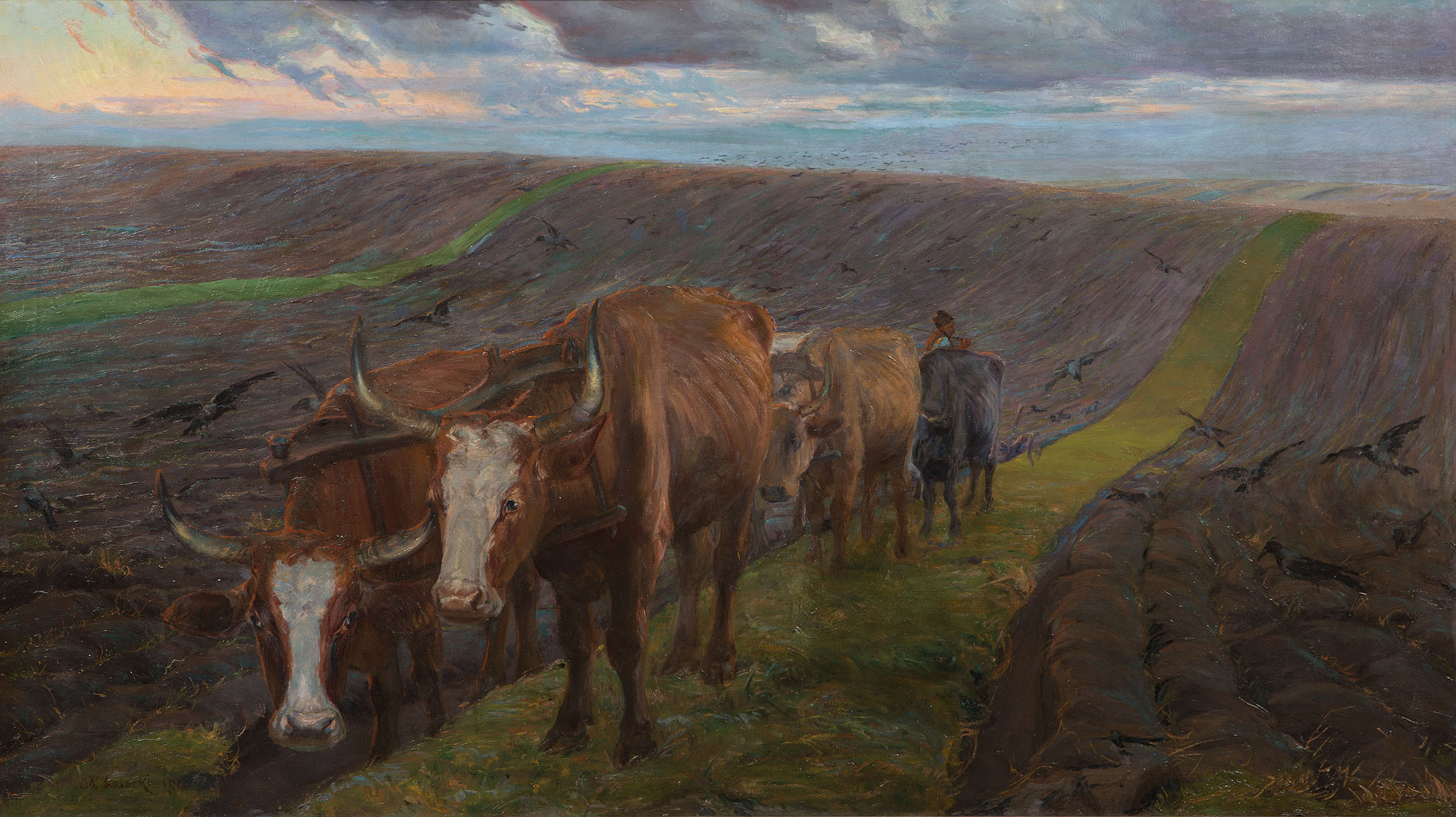
Orka (1911)
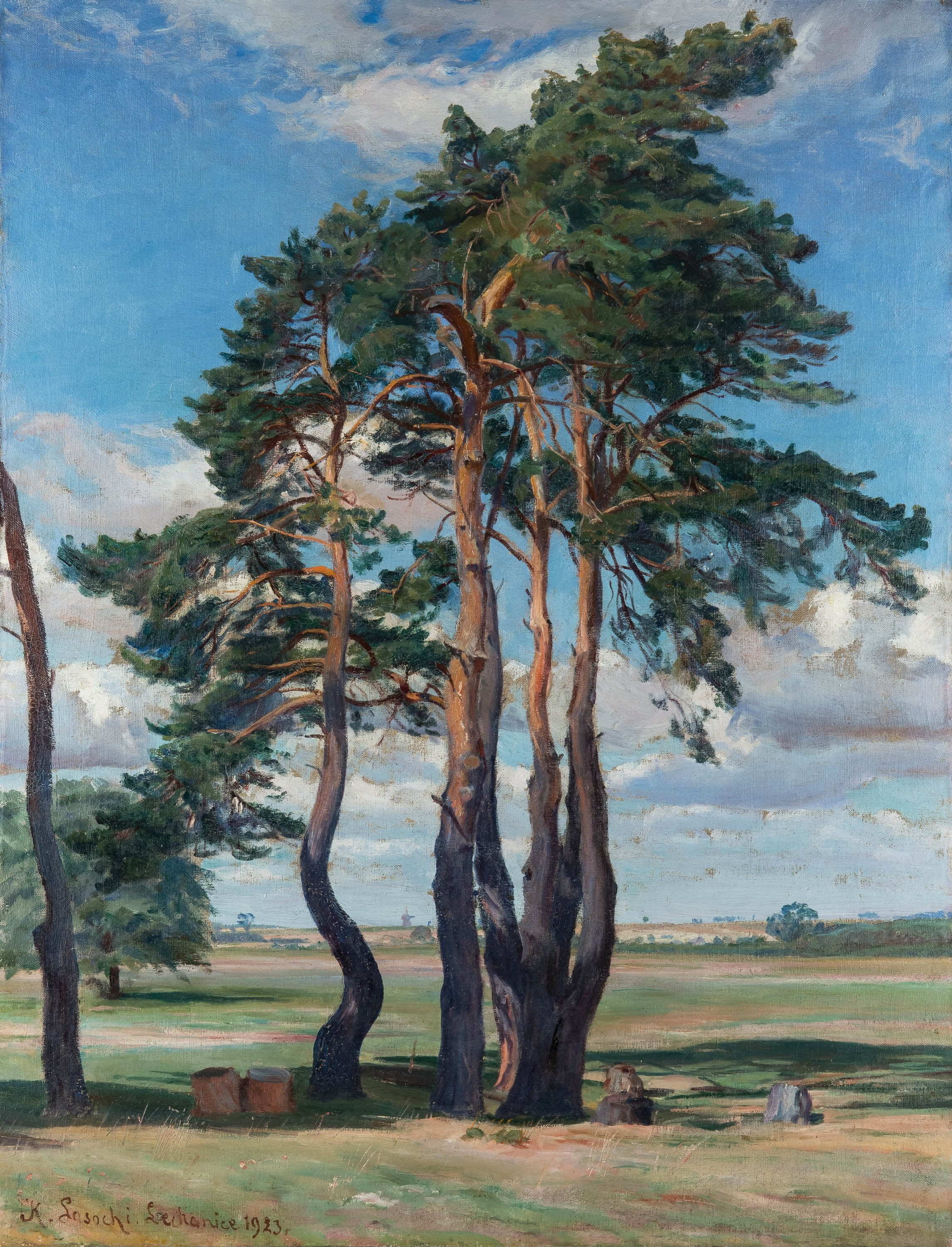
Sosny mazowieckie (1923)